# 尖尾滨鹬
尖尾滨鹬（学名：Calidris acuminata）为鹬科滨鹬属的鸟类。是一種小到中等的遷徙性涉禽或岸鳥，主要在夏季繁殖期（6月到8月）出現在西伯利亞，而在冬季（9月到3月）則遷徙到澳大利亞。在中国大陆，分布于华东等地。该物种的模式产地在爪哇。

## 分類學
屬名calidris 來自古希臘語的kalidris 或 skalidris，這是亞里士多德用來描述一些灰色水邊鳥類的術語。種名acuminata 則來自拉丁語的acuminatus，意為「尖銳、尖頭」。
此前有人建議應將尖尾濱鷸歸入Philomachus屬，即P. acuminatus，這個屬包含鷸，然而這一提議尚未得到廣泛認可。

## 描述
這種中小型的濱鷸體型豐滿，擁有圓鼓鼓的腹部、平坦的背部和稍微向後延伸的尾端。其上體為斑駁的栗色，羽毛呈尖銳的黑色中央，頭頂有栗色的冠，眼睛兩側各有一條棕色的條紋。鳥喙為深灰色至黑色，呈直線狀，雙腿為橄欖色至黃色。腹部顏色較白或較淺，並帶有與胸部和腹側相似的斑駁紋路。羽毛在冬季時顏色較黯淡，而繁殖季節時則更加鮮豔。幼鳥在冬季時顏色比成鳥更亮，羽毛更加尖銳，栗色的冠與白色的背紋和鮮亮的、柔黃色的胸部形成鮮明對比。
類似的物種包括美洲尖尾濱鷸，而尖尾濱鷸主要在其亞洲分布範圍內繁殖。它與該物種的不同點在於其胸部花紋、更明顯的眉紋以及更栗色的冠。它與長趾濱鷸也有些相似，但體型大得多。

### 測量數據
- 大小: 22 厘米[9]
- 體重: 39–114 克
- 翼展: 36–43 厘米

## 分佈和出現
尖尾濱鷸是強烈的遷徙鳥類，僅在西伯利亞東部從泰梅爾半島到楚科奇的恰翁灣進行繁殖。牠們的遷徙路線相當複雜，成鳥在7月離開西伯利亞，幼鳥則在8月開始向南遷徙，大部分種群在澳大拉西亞越冬。牠們主要走兩條路線，大部分繁殖後的成鳥以不到1000隻的小群東行，經貝加爾湖以東到達俄羅斯太平洋沿岸以及中國和韓國的黃海沿岸。牠們大多於8月底直接飛往密克羅尼西亞和新幾內亞，然後於9月中旬隨著雨季的到來離開此地，前往澳大利亞西北部。牠們會開始向澳大利亞東南部移動，數量在12月到2月達到高峰。另一條路線則向東行進，大部分幼鳥和少數成鳥經白令海峽進入阿拉斯加。牠們從8月中旬到10月底留在這裡增加脂肪，據推測牠們然後直接不間斷地飛行超過10,000 公里到達澳大利亞和新西蘭。有些會繼續沿著北美洲太平洋海岸向南遷徙，進入華盛頓州，偶爾會到達加利福尼亞，甚至可能進入拉丁美洲，但最近在巴拿馬和玻利維亞只有兩次記錄。
牠們在北美洲作為秋季罕見的候鳥出現，但在西歐則極為罕見，僅在11個不同國家有記錄，主要是在英國，出現在8月至10月之間。牠們在中東和中亞也有記錄，在哈薩克斯坦有六次，在也門和阿曼各一次。在印度洋上，牠們在聖誕島有四次記錄，共計16隻鳥，時間在10月至12月之間。在11月和12月間，科科斯島有三次記錄；查戈斯群島從9月至12月有五次記錄；在塞席爾有五次記錄，其中一次在7月，兩次在9月至次年2月過冬，兩次在11月遷徙途中被記錄到。牠們最近在莫桑比克被記錄到，並於2018年首次在南部非洲被記錄到。

## 棲地
在西伯利亞，繁殖地主要是由泥炭土丘和地衣組成的苔原。在繁殖地和越冬地之間遷徙時，牠們偏好有草、冒出或被水淹沒的莎草、鹽沼或其他低矮植被的淺淡水或半鹹水濕地的泥濘邊緣。這些包括沼澤、湖泊、潟湖和靠近海岸的池塘、蓄水池、水壩、鹽盤和內陸的超鹹鹽湖。在阿拉斯加，牠們似乎偏好沿海潮濕的禾草草甸和河流間潮汐暴露的泥灘。在澳大利亞，牠們主要出現在濕地周圍，偏好有草邊的內陸淡水濕地。當短暫的陸地濕地乾涸後，牠們往往出現在沿海泥灘、鹽沼和鹹水潟湖，較少出現在類似的短草濕地。在澳大利亞，牠們還被發現在污水處理場、被淹沒的田地、紅樹林、岩石海岸和海灘周圍。

## 行為
關於尖尾濱鷸的具體行為知之甚少，但一般來說，其行為和結構與美洲尖尾濱鷸最為相似。

### 繁殖
尖尾濱鷸在短暫的西伯利亞夏季，從6月到8月進行繁殖，牠們築巢於淺而中空的窩中，窩內襯有樹葉和草。這些巢隱藏在地面上，很難與周圍的環境區分開來。巢中的蛋通常為四枚，由雌鳥孵化並撫育雛鳥。繁殖期的羽毛顏色更鮮豔，胸部羽毛的栗色更深，其人字形斑紋也更加明顯。

### 覓食與進食

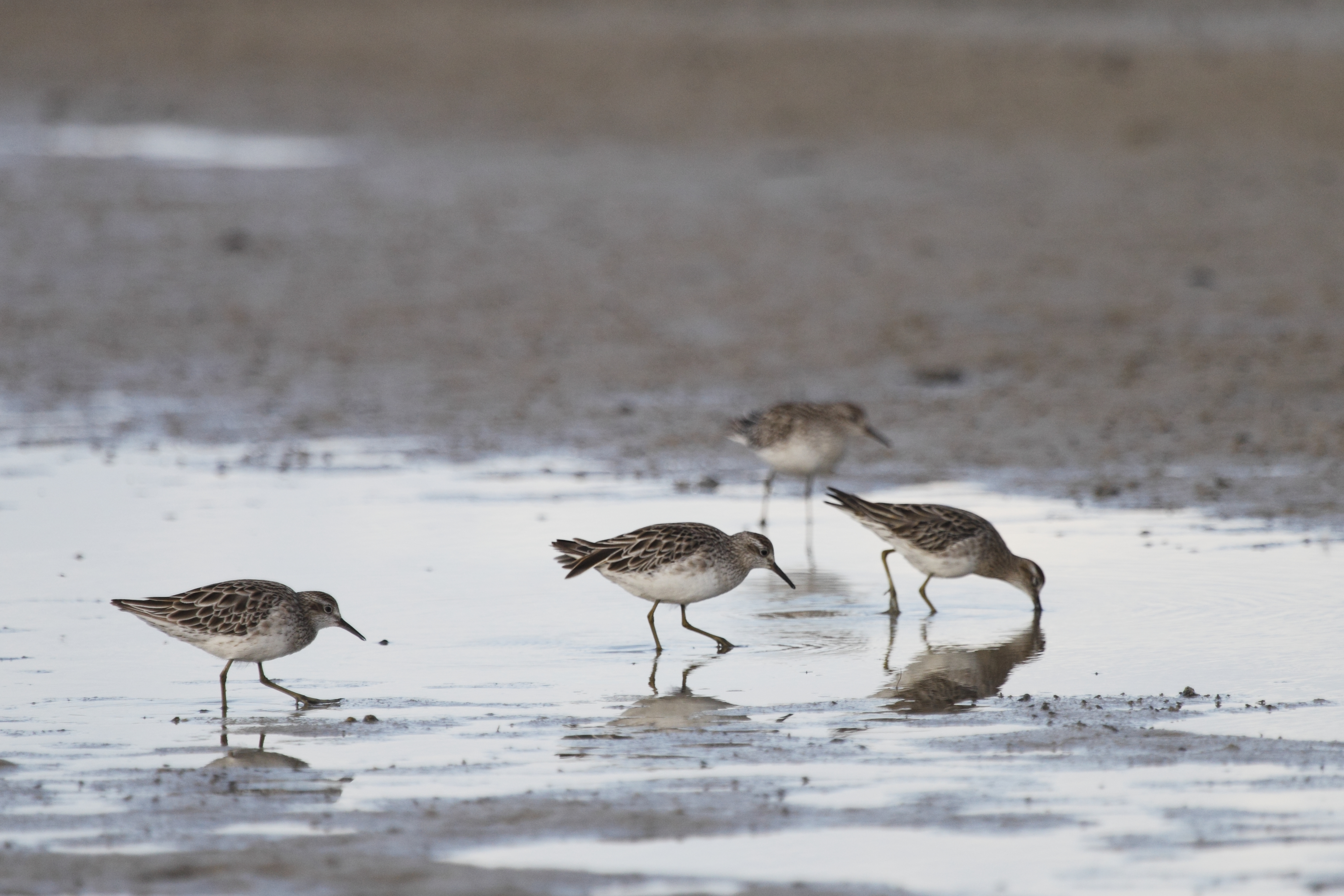
一群尖尾濱鷸正在覓食

尖尾濱鷸在濕地邊緣、潮間帶泥灘上覓食，不論是沙地或裸露的濕泥，還是在淺水中覓食。牠們也會在被水淹沒的草、莎草或鹽沼植被中覓食。下雨後，牠們可能會出現在遠離水源的短草地。退潮時，牠們會出現在潮間帶泥灘上，然後在漲潮時移向內陸的淡水濕地。偶爾，牠們會在海灘上枯萎的海藻或海草中、石濕地邊緣和暴露的礁石上覓食。牠們主要通過視覺撿拾食物，有時也會用喙探測，牠們的食物主要包括水生昆蟲、軟體動物、甲殼類動物、蠕蟲，偶爾也會吃種子和其他無脊椎動物。

## 保育狀況
該物種在2021年被IUCN列為全球易危物種，估計成熟個體數量在60,000到120,000之間，且種群數量呈下降趨勢。該物種面臨的主要威脅是棲地喪失，遷徙過程中使用的中繼區因土地被徵用作水產養殖或人類活動導致退化。在澳大利亞，這種情況通過清理、淹沒、排水或填埋濕地而發生，減少了牠們覓食和棲息地的可用性。這影響了牠們積累足夠能量以完成返回西伯利亞繁殖地的旅程。棲地退化也以喪失河岸帶植被、入侵物種、水污染以及由人類引起的水文制度變化等形式出現。尖尾濱鷸也受到人類干擾的影響，主要是來自住宅區和娛樂活動的侵入，干擾了牠們的繁殖和覓食習性。牠們還面臨來自狩獵、車輛碰撞、飛機撞擊以及害獸、狐狸和貓的捕食所導致的直接死亡增加。